# Alonův plán

Alonův plán pro oblast Západního břehu a Pásma Gazy (Izrael měl anektovat vybarvené oblasti)

Alonův plán (hebrejsky תוכנית אלון‎; Tochnit Alon) byl návrh vzniklý měsíc po šestidenní válce v roce 1967, představující způsob řešení problému izraelské okupace Západního břehu Jordánu, Pásma Gazy a Sinajského poloostrova. Dle návrhu měla být tato okupace ukončena, dobyté území z větší části vráceno a stanoven tak základ pro uzavření míru mezi Izraelem a jeho arabskými sousedy. Část Západního břehu Jordánu měla být vrácena k Jordánsku (tato oblast měla být s Jordánskem propojena širokým koridorem v okolí Jericha), a měl tak vzniknout jordánsko-palestinský stát, jehož součástí mělo být i Pásmo Gazy, které by bylo se Západním břehem Jordánu propojeno dálnicí (podle původní verze plánů mělo Pásmo Gazy zůstat součástí Izraele, ve finální verzi se s ním však již počítalo jako se součástí jordánsko-palestinského státu). Většina Sinajského poloostrova pak měla být navrácena Egyptu. Plán byl pojmenován po svém duchovním otci Jigalu Alonovi, izraelském generálovi a tehdejším vicepremiérovi a ministrovi absorpce imigrantů.
Alonův plán obsahoval podmínky, které arabské státy nebyly ochotny akceptovat. Mezi ně patřila například izraelská kontrola údolí Jordánu (včetně celého západního pobřeží Mrtvého moře) a prvního horského hřebenu ležícího západně od Jordánu, dále pak kontrola nad celým Jeruzalémem (tj. včetně obsazeného Starého města i s Chrámovou horou), také jedním předměstím Hebronu (Kirjat Arba) a oblastí Guš Ecion. Na Sinajském poloostrově si měl Izrael zachovat kontrolu nad vybranými strategicky důležitými místy (rafské předmostí, pobřeží Rudého moře od Ejlatu po Šarm aš-Šajch a dvě vojenská letiště u bývalé egyptsko-izraelské hranice). Izraeli rovněž měly zůstat Golanské výšiny, dobyté na Sýrii. Plán rovněž počítal s demilitarizací všech arabských území na západ od řeky Jordán.
Plán byl důsledkem názoru, že Izrael nemůže vládnout více než milionu palestinských Arabů. Přestože nebyl nikdy oficiálně přijat izraelskou vládou, směřovala veškerá osidlovací aktivita levicových vlád od šestidenní války do roku 1977 do oblastí, které si měl Izrael podle tohoto plánu ponechat.